# Марезиге
Марезиге (итал. Маrèsеgо мapeзego) је раштркано насеље у северозападној Истри над долином Драгоње у Словенији, 10 км источно од Копра у чијем је саставу Општине.

## Географија
Марезиге се налазе на путу уздуж долине Драгоње (пролази кроз Ванганел) смештен на северној флишној узвисини с које се пружа панорамски поглед на Копар и Тршћански залив те на долину Драгоње. Пространо је насеље, између долине речице Бадашевице на северу и потока Рокаве на југу, које чине комплекс села и раштрканих кућа на пространој падини. На врху брда је заселак Бурји, а ниже, на коти од 200 до 288 м н/в је средишњи део око цркве која се налази на заравни. На северној падини су заселци Сабадини и Бржани, а на јужној Бернетичи и Рокавци. Од средишта према вали Драгоње води пут до Трушке (итaл. Truscolo di Paugnano), а према западу је путу за Помјан, На локалном путу за Бабиче има више новоградњи.
Ово важно пољопривредно подручје од 4,23 km² окружено је виноградима, насадима вишања и обрађеном земљом.
Порекло имена, Постоји више теорија о етимологији овог топонима, а позивају се на латинске корене: Маrraensicu у значењу каменитог или пешчаног тла; Маrensices или Маrе сеcum, суво море (maresecum > marezegum > marezego > marezige). Могуће је да настало и од личног имена Мариус, тј. изведеница тог имена. У прошлости место се звало Corte di Maresego (Корте ди Марезего) тe Marriego и Marengo.

## Знаменитости
- Парохијална црква, средиште читавог насеља посвећена је Светом крcту. Главна је фасада украшена са две колоне с капителима од камена из околице. Портал је из белог кречњака. У унутрашњост, са две полукружне капелице и са два олтара, је сва декорирана, како зидови тако и кров; на централном олтару је приказ распећа из XVIII. в., а на првом десном олтару је приказ СС. Петра и Паула, касна имитација Kарпача.
- Црквени торањ испред прочеља цркве има квадратну базу, а унутра има камено кружно стубишта, осветљено отворима, а на врху звоника је у белом камену уклесана година градње (1870). Сама црква је изграђена 1550. У Марезигама постоје још две црквице, посвећене св. Ивану и Мадони.
- На северу Марезига је село Бурји окренуто према долини Копра одакле се пружа видик. Место је доживјело 1943. исту судбину као и Марезиге, спаљено је од стране нациста.

## Историја
Историја Марезига везана је уз прошлост Копра. Падом Аквилејске патријаршије Иако је Копар од 1279. је под Венецијанском републиком, Марезиге остају под Аквилејском патријаршијом па тек њеним падом 1420. долазе под васт Млечана. Од 1815. је под Аустријским царством.
Од 1849., у оквиру Аустријског Приморја. Марезиге постају парохија, боравиште бискупа и самостална општина која је обухватала села Бабичи, Боршт, Чентур, Глем, Лабор, Лопар, Монтињан, Попетре, Трсек, Трушке, Ванганел и Забавље, данас све под општином Копар.
Између два рата је у саставу Краљевине Италије као самостална општина Провинције Истре (Јулијска крајина). У мају 1921, за време политичких избора у месту долази до нереда и побуне Марежгана против фашиста, које су довели и до жртава (троје убијених и више рањених) којимa je пoдигнyт cпoмeник.
Након капитулације Италије 8. IX. 1943. долази до опћег антифашистичког устанка да би у октобру наступила нацистичка офензива (Растрелламенто) када је место гранатирано и спаљено.
Након ослобођења 1945. од септембра 1947. до јесени 1954. део је Зоне Б Слободне Територије Трста, а након тога долази у састав Словеније у југославенској федерацији.

## Становништво
Према подацима Статистичког уреда РС, Мрезиге су 2020. имале 561 становника.
| Број становника по пописима | Број становника по пописима | Број становника по пописима |
| --------------------------- | --------------------------- | --------------------------- |
| 1991                        | 2002                        | 2011                        |
| 373                         | 410                         | 480                         |